# ميلت بالاسيو
ميلت بالاسيو (بالإنجليزية: Milt Palacio) مواليد 7 فبراير 1978 في لوس أنجلوس، هو لاعب كرة سلة أمريكي معتزل بدأ مسيرته الاحترافية في سنة 1999. يبلغ طوله 6 قدم 4 بوصة (1.9 م). اعتزل اللعب في 2013.

## فرق لعب لها
- فانكوفر جريزليز
- بوسطن سيلتكس
- فينيكس صنز
- كليفلاند كافالييرز
- تورونتو رابتورز
- يوتاه جاز
- خيمكي

## إحصائيات المسيرة

### الموسم الاعتيادي
| السنة   | الفريق                  | لعب   | بدأ | دقيقة    | ميداني%   | ثلاثية    | حرة       | ارتداد | صنع     | استلاب | تصدي  | نقطة    |
| ------- | ----------------------- | ----- | --- | -------- | --------- | --------- | --------- | ------ | ------- | ------ | ----- | ------- |
| 1999–00 | فانكوفر جريزليز         | 53    | 0   | 7.4      | .439      | .000      | .595      | 1.0    | .9      | .4     | .0    | 2.0     |
| 2000–01 | بوسطن سيلتكس            | 58    | 6   | 19.7     | .472      | .333      | .848      | 1.8    | 2.6     | .8     | .0    | 5.9     |
| 2001–02 | بوسطن سيلتكس فينيكس صنز | 41 28 | 0 1 | 12.6 9.7 | .385 .380 | .353 .143 | .706 .783 | 1.2 .8 | 1.3 1.0 | .5 .3  | .1 .0 | 3.7 2.8 |
| 2002–03 | كليفلاند كافالييرز      | 80    | 46  | 24.7     | .418      | .216      | .747      | 2.9    | 3.2     | .9     | .2    | 5.0     |
| 2003–04 | تورونتو رابتورز         | 59    | 13  | 20.5     | .349      | .154      | .662      | 1.7    | 3.1     | .7     | .2    | 4.4     |
| 2004–05 | تورونتو رابتورز         | 80    | 4   | 19.2     | .446      | .167      | .742      | 1.7    | 3.5     | .6     | .2    | 5.8     |
| 2005–06 | يوتاه جاز               | 71    | 18  | 19.4     | .424      | .063      | .653      | 1.9    | 2.7     | .7     | .2    | 6.2     |
| المسيرة |                         | 470   | 88  | 17.9     | .419      | .235      | .719      | 1.8    | 2.5     | .6     | .1    | 4.8     |

## روابط خارجية
- ميلت بالاسيو على موقع الاتحاد الدولي لكرة السلة (الإنجليزية)
- ميلت بالاسيو على موقع الدوري الأوروبي لكرة السلة (الإنجليزية)
- ميلت بالاسيو على موقع إن بي أي (الإنجليزية)
- ميلت بالاسيو على موقع سبورتس رفرنس (الإنجليزية)
- ميلت بالاسيو على موقع الدوري الإسباني لكرة السلة (الإسبانية)
- ميلت بالاسيو على موقع كرة السلة الأوروبية.كوم (الإنجليزية)
- ميلت بالاسيو على موقع كلية كرة السلة في سبورتس رفرنس.كوم (الإنجليزية)
- ميلت بالاسيو على موقع ريلجم (الإنجليزية)
- ميلت بالاسيو على موقع بروبوليرز (الإنجليزية)
- ميلت بالاسيو على موقع سبورتس رفرنس (الإنجليزية)